# リジェ・JS2

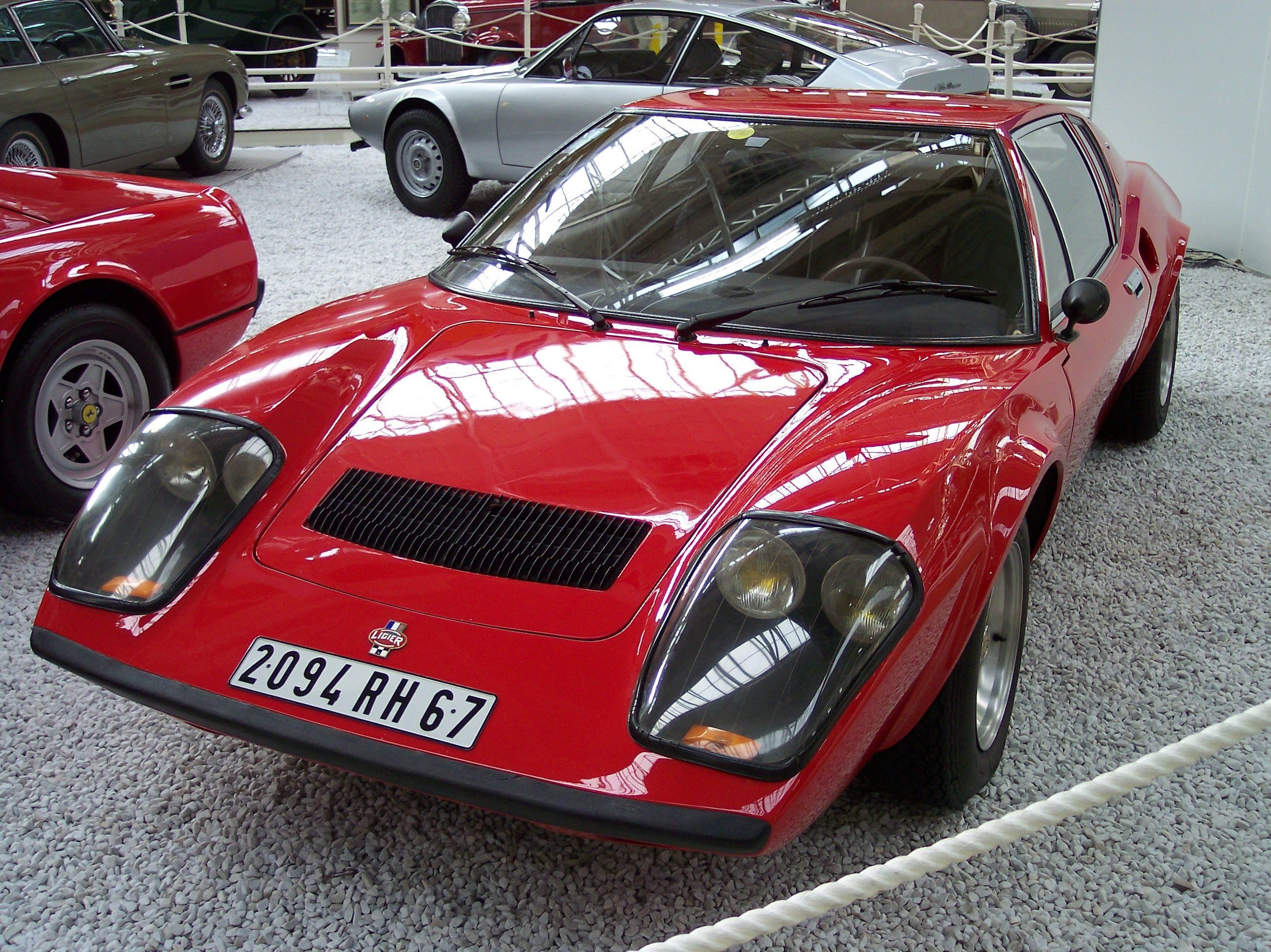
JS2(フロント)

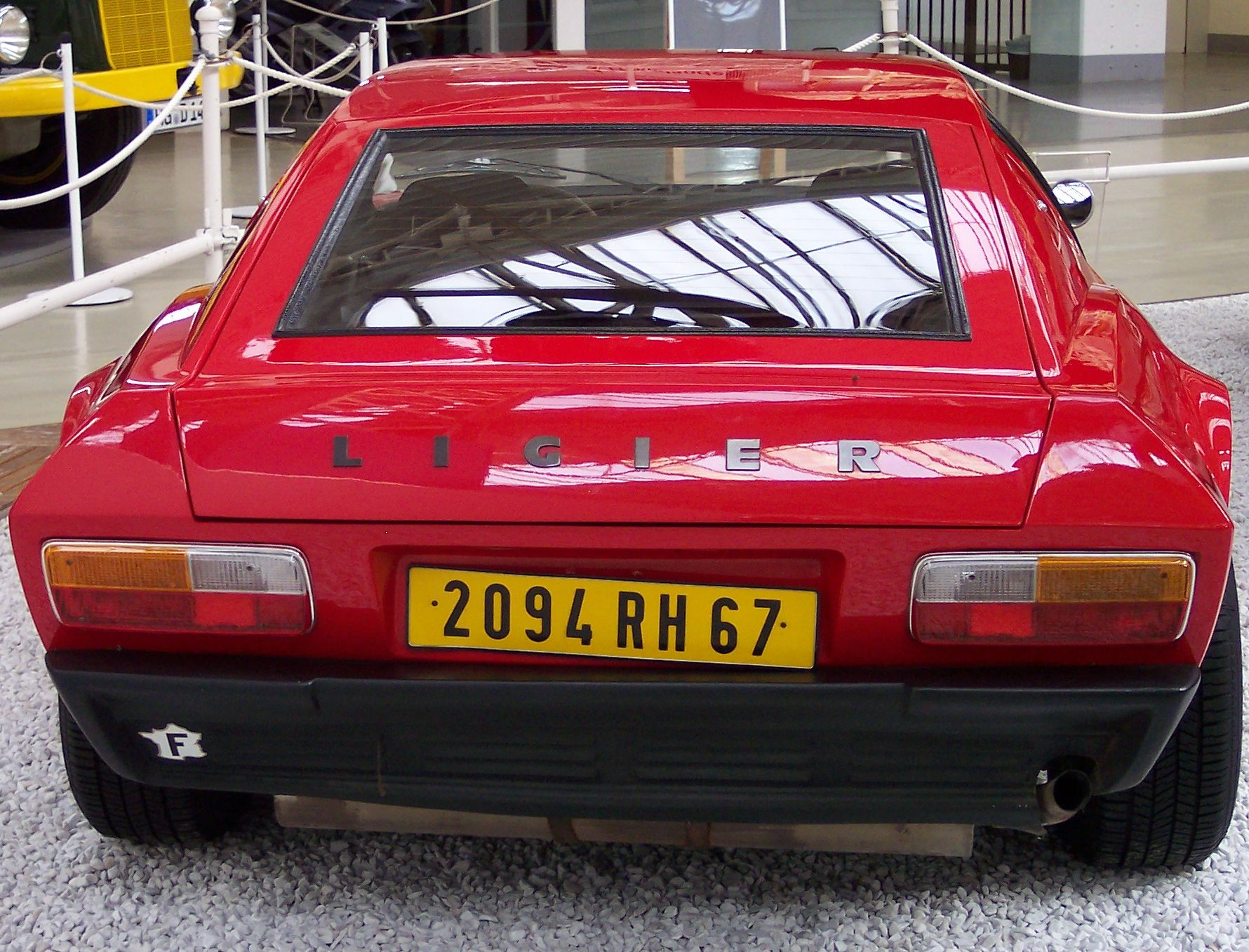
JS2(リア)

リジェ・JS2は、フランスでF1レーシングカーや超小型車を製作する自動車メーカー・リジェ社が1971年から1975年まで少数生産したスポーツカーである。

## 概要
型式名のJSは、創業者・オーナーであるギ・リジェの親友で1968年フランスGPでホンダF1（RA302）の操縦中に事故死したフランス人F1ドライバー、ジョー・シュレッサー(Jo Schlesser、同じくレーシングドライバーのジャン＝ルイ・シュレッサーの叔父)の頭文字に由来する。
シトロエン・SM及びマセラティ・メラクと同じV6DOHC・2,670cc 170馬力のエンジンをミッドシップに搭載したシャシーに、イタリアのカロッツェリア・フルアがオリジナルをデザインし、ギ・リジェが手直しした2座席のボディを持っていた。全長4,250mm、全幅1,720mm、全高1,150mmで、車両重量は865kgと軽量であった。各部のパーツにはプジョーやシトロエンのものが多く流用されていた。
1973年から75年まで、ル・マン24時間レースにも出走し、75年にはコスワースエンジンにて総合2位(Sクラス2位)を獲得している。